# 데이브 로버트슨 (야구인)
데이비스 에이들롯 로버트슨(영어: Davis Aydelotte Robertson, 1889년 9월 25일~1970년 11월 5일)은 미국의 프로 야구 선수이다. 통산 9시즌 동안 메이저 리그 베이스볼(MLB)의 뉴욕 자이언츠, 시카고 컵스, 피츠버그 파이리츠에서 뛰었다.
버지니아주 포츠머스 태생으로, 모리 고등학교와 노퍽 아카데미에서 학업을 마친 후 노스캐롤라이나 주립 대학교에 진학했다.
뉴욕 자이언츠 소속으로 뛰던 1916년에 사이 윌리엄스, 1917년에는 개비 크라바스와 함께 내셔널 리그에서 홈런 부문 1위에 올랐다. 당시 홈구장이었던 폴로 그라운즈의 홈플레이트에서 우측 담장까지의 거리가 매우 짧았기 때문에 로버트슨과 팀 동료 베니 코프는 자주 장타를 노리는 타격을 했다. 내셔널 리그 관계자들은 이 우측 담장에 대한 문제를 놓고 1916년 시즌 이후 회의를 소집해 논의를 진행했고, '담장 또는 관중석으로부터 홈 베이스까지의 거리는 최소한 235피트가 되어야 한다.'라고 명시되어 있던 규칙을 수정하여 최소 길이를 270피트로 변경했다.
뉴욕 자이언츠가 시카고 화이트삭스와 맞대결한 1917년 월드 시리즈에서 로버트슨은 11안타를 쳐냈으나 소속팀은 준우승에 머물렀다. 역시 뉴욕 자이언츠 소속이던 1922년 월드 시리즈 당시에는 경기에 출전하지 않았고, 소속팀은 연고지 라이벌 뉴욕 양키스를 꺾고 시리즈를 스윕하며 우승을 차지했다.
메이저 리그에서 9시즌을 뛴 로버트슨은 통산 804경기에 출전해 2830타수 812안타로 타율 .287, 366득점, 47홈런, 364타점, 출루율 .318, 장타율 .409를 기록했으며, 3할 이상의 타율을 기록한 시즌이 세 차례 있었다. 시카고 컵스 소속이었던 1920년 9월 14일 경기에서는 5타수 5안타를 기록했다. 피츠버그 파이리츠 시절이전 1921년 8월 19일 더블헤더 첫 경기에서는 8타점을 올렸다. 같은 해 8월 30일 경기에서는 사이클링 히트를 기록했다.
로버트슨은 1970년 11월 5일에 81세의 나이로 버지니아주 버지니아비치에서 사망했다.